# Мотошлем

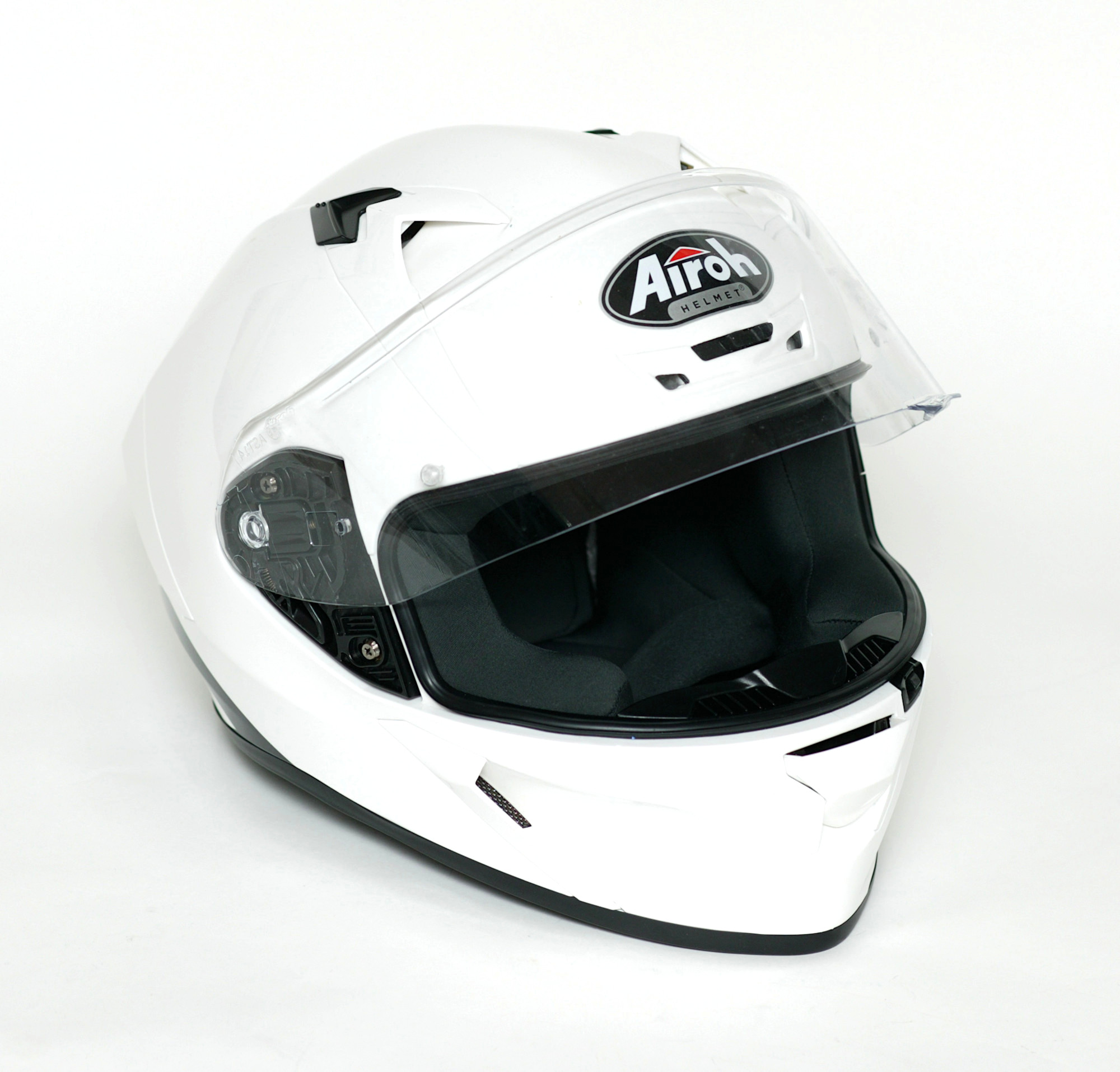
Белый или светлый мотошлем фуллфейс снижает риск несчастного случая на 24 % по сравнению с ношением чёрного шлема, так как белый шлем виднее на асфальте, особенно ночью, но не зимой, шлем может светоотражающие полосы или катафоты

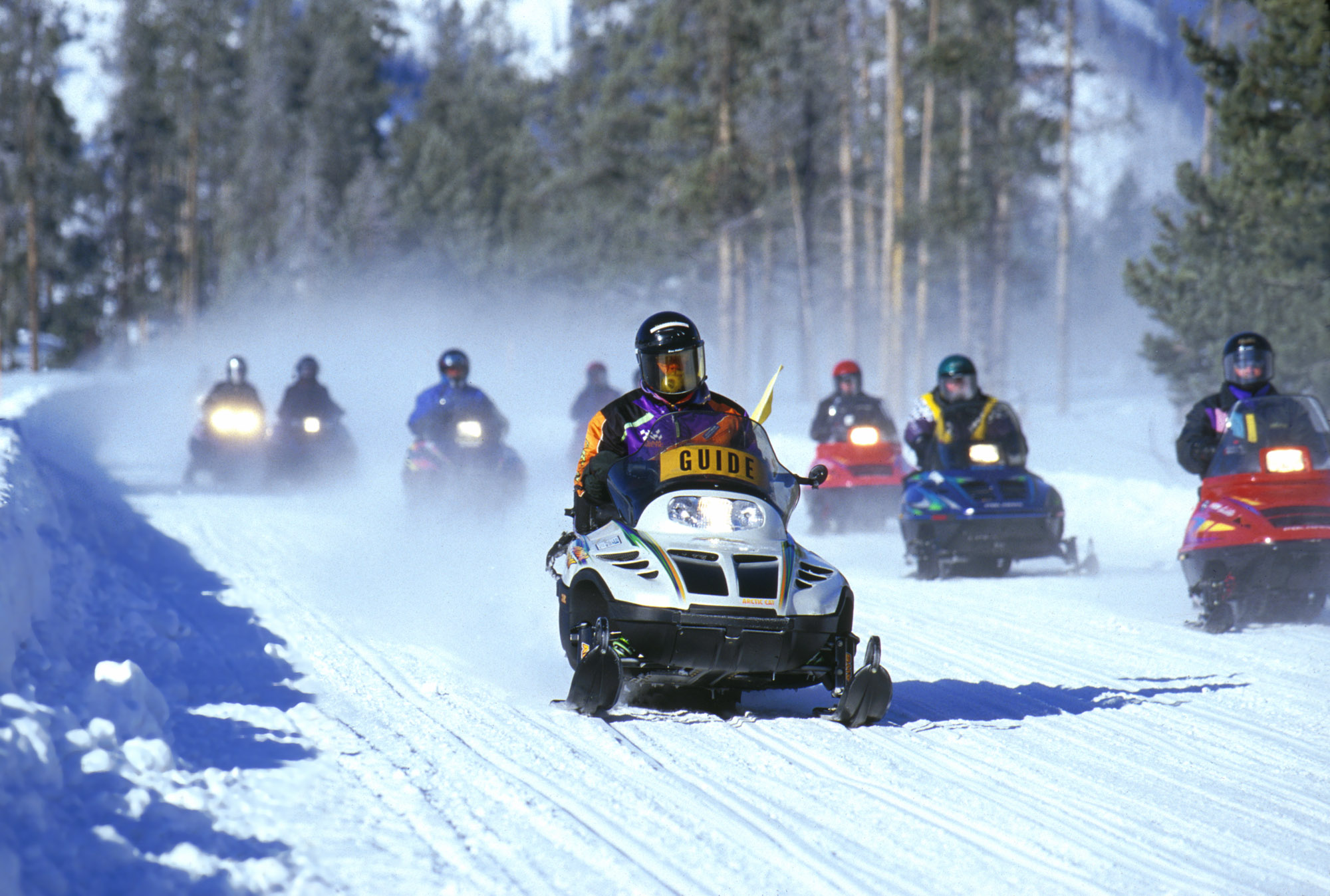
люди на снегоходах в шлемах

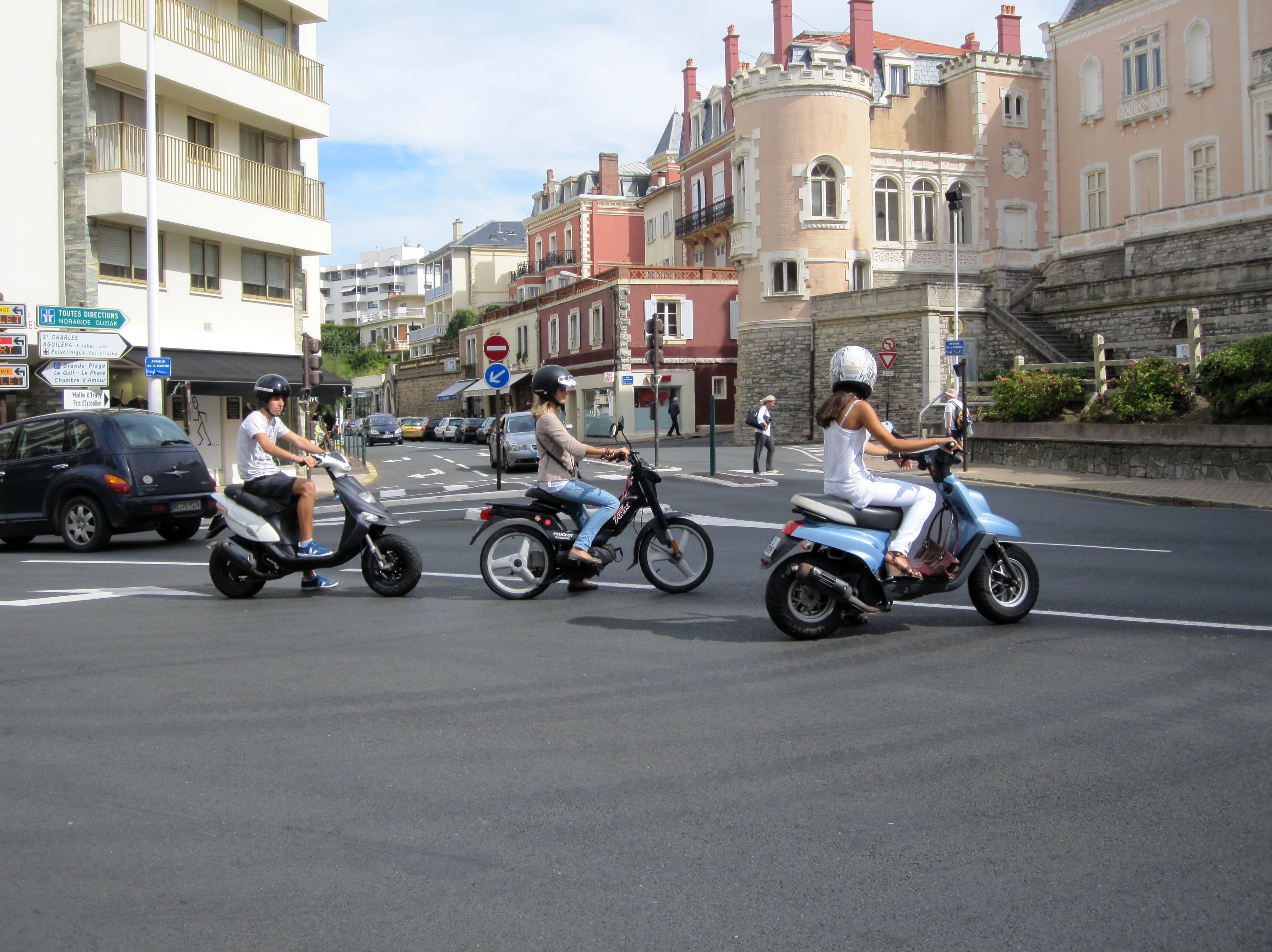
испанская молодёжь на мопедах и скутерах в мотошлемах

Мотоцикле́тный шлем, или мотошле́м, — средство пассивной защиты головы водителя при езде на мотоцикле или мотороллере. Обязателен к использованию мотоциклистами и водителями мопедов, мотороллеров, снегоходов в большинстве стран мира, также используется для мощной двухколёсной электротехники: электромотоциклы, электромотороллеры, электромопеды (даже электровелосипеды и электросамокаты мощностью выше 250 Вт). Помимо защиты головы в случае аварии шлем предохраняет от встречного ветра, воды, камней, насекомых и пыли. Также шлем должен быть застёгнут.
Красивый шлем способен создать определённый имидж, наравне с одеждой и модными аксессуарами. Существует несколько конструктивных разновидностей шлемов. Применение того или иного вида определяется личными предпочтениями мотоциклиста.
Защитные свойства мотошлемов регламентируются международными и государственными стандартами, а также нормативами неправительственных тестовых лабораторий, предоставляющих независимую экспертную оценку качества шлемов.
Согласно исследованию дорожно -транспортных происшествий, мотошлемы снижают уровень травм позвоночника на 22 %, черепно-мозговых травм среди мотоциклистов на 70 %, а смертность на 40 %.
Исследование, проведенное в Новой Зеландии и опубликованное в 2004 году, показывает, что ношение белого шлема снижает риск несчастного случая на 24 % по сравнению с ношением чёрного шлема.

## История

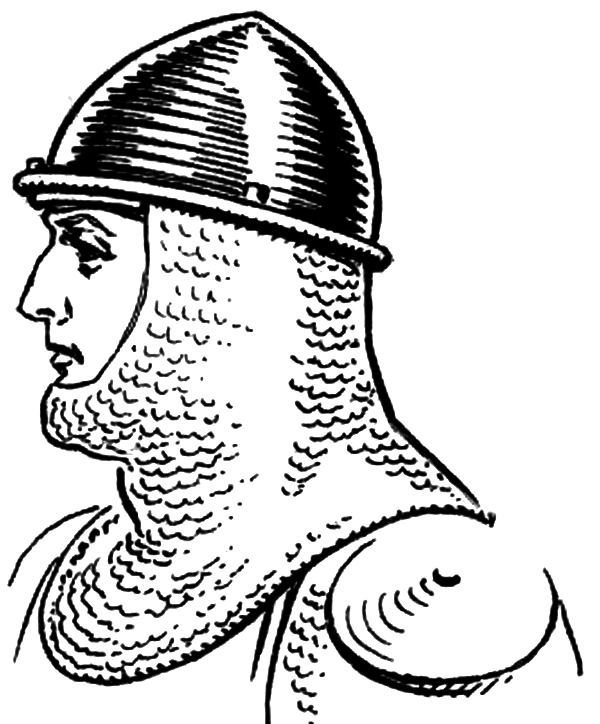
древний металлический шлем прообраз мотошлема, защищал голову от меча, стрелы, копья

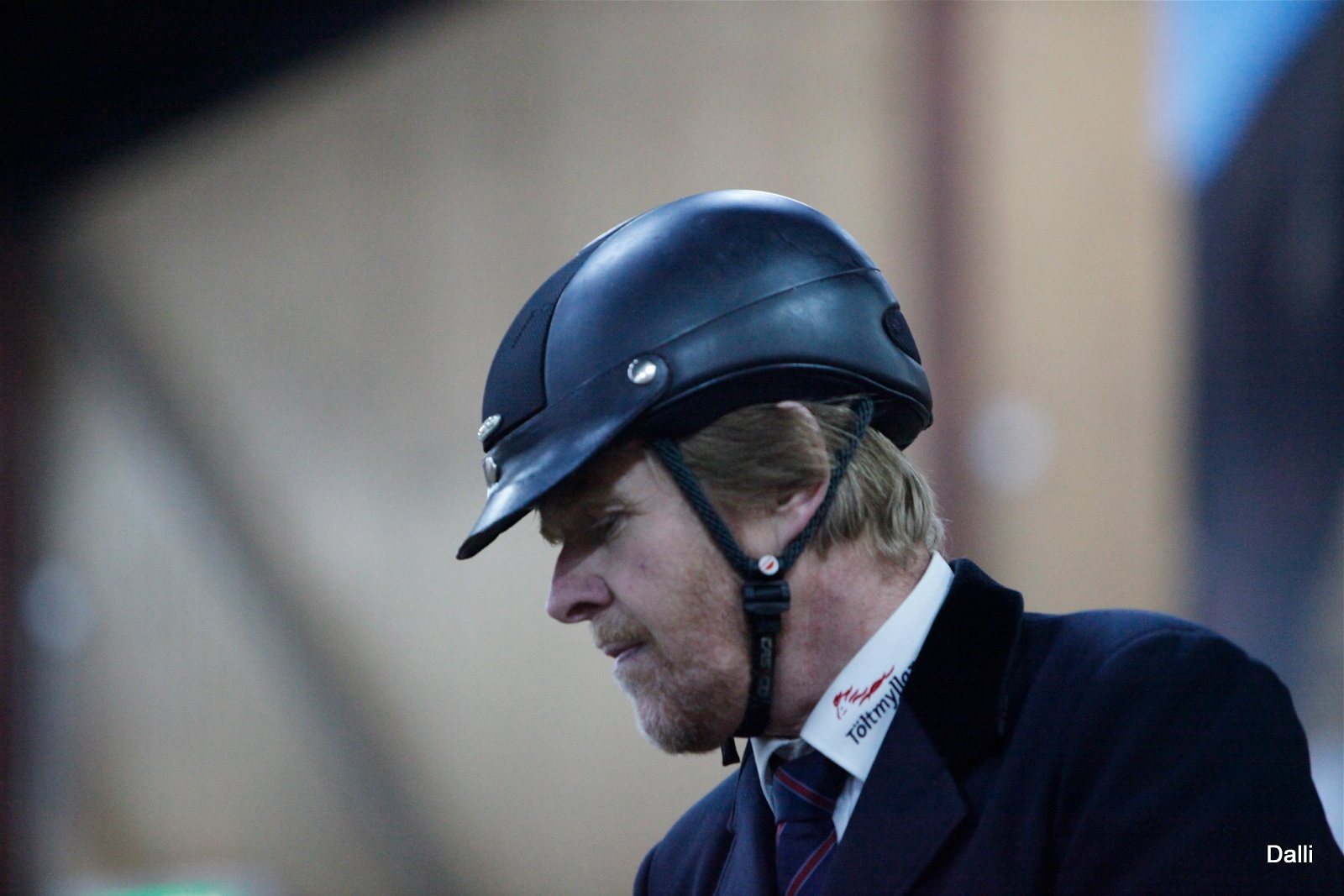
шлем для конного спорта, возможно от него произошёл мотошлем

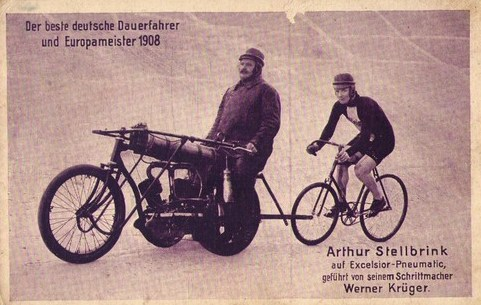
1908 гонка за лидером спортсмены используют мотошлем и велошлем

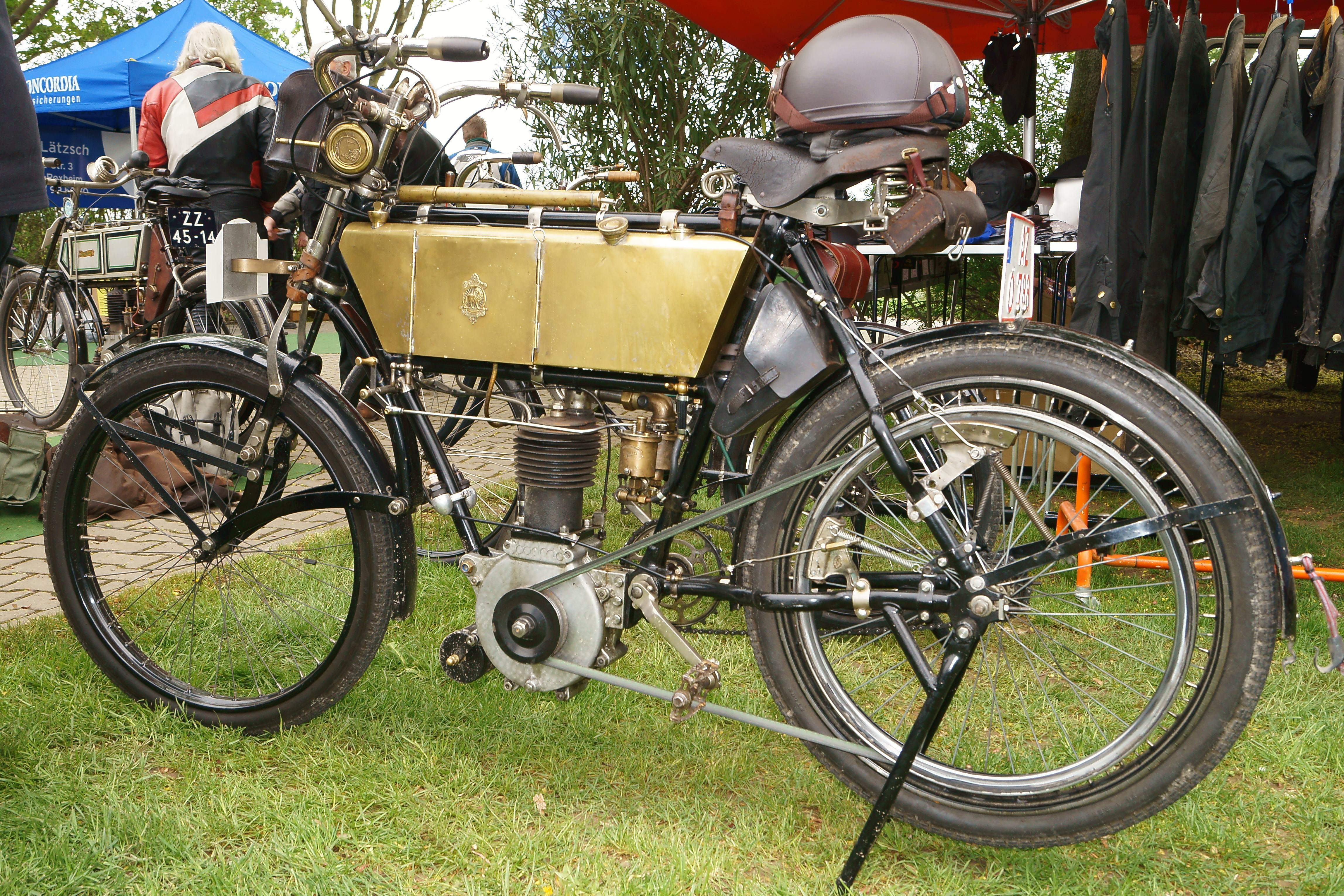
военный мотоцикл «Пежо» 1905 года, на мотоцикле лежит шлем

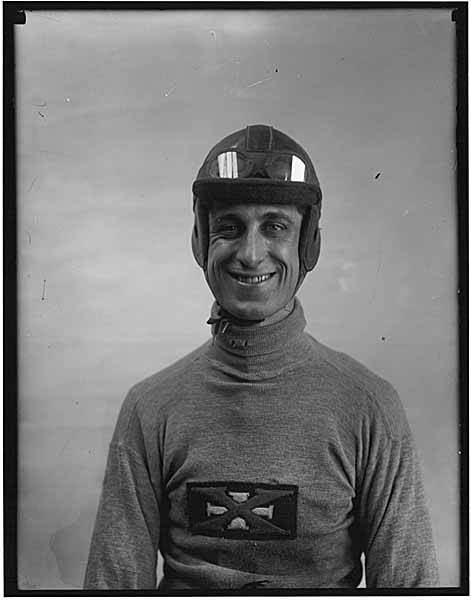
мотоциклист в шлеме 1913 год

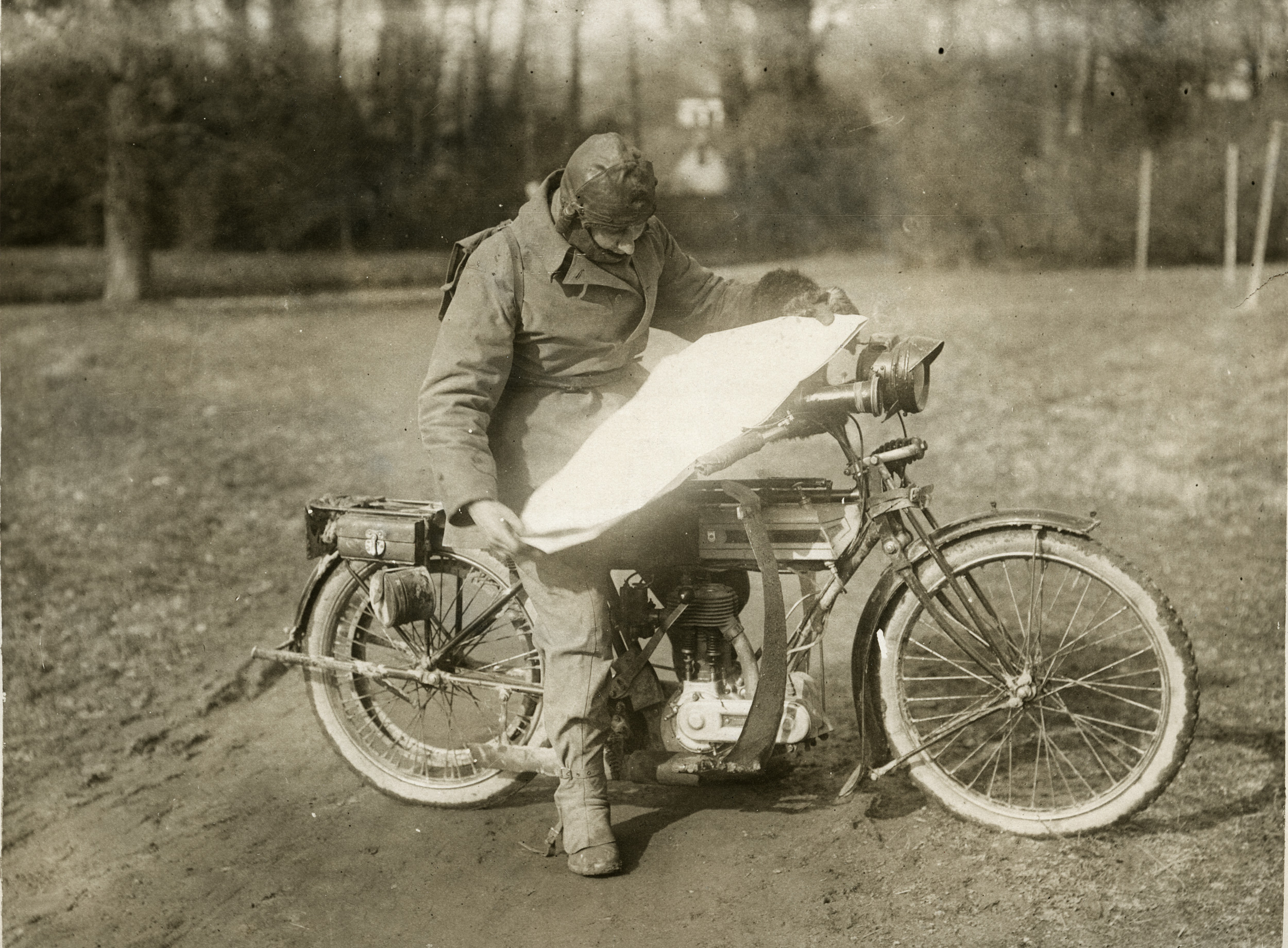
Мотоциклист в кожаном шлеме 1914 год

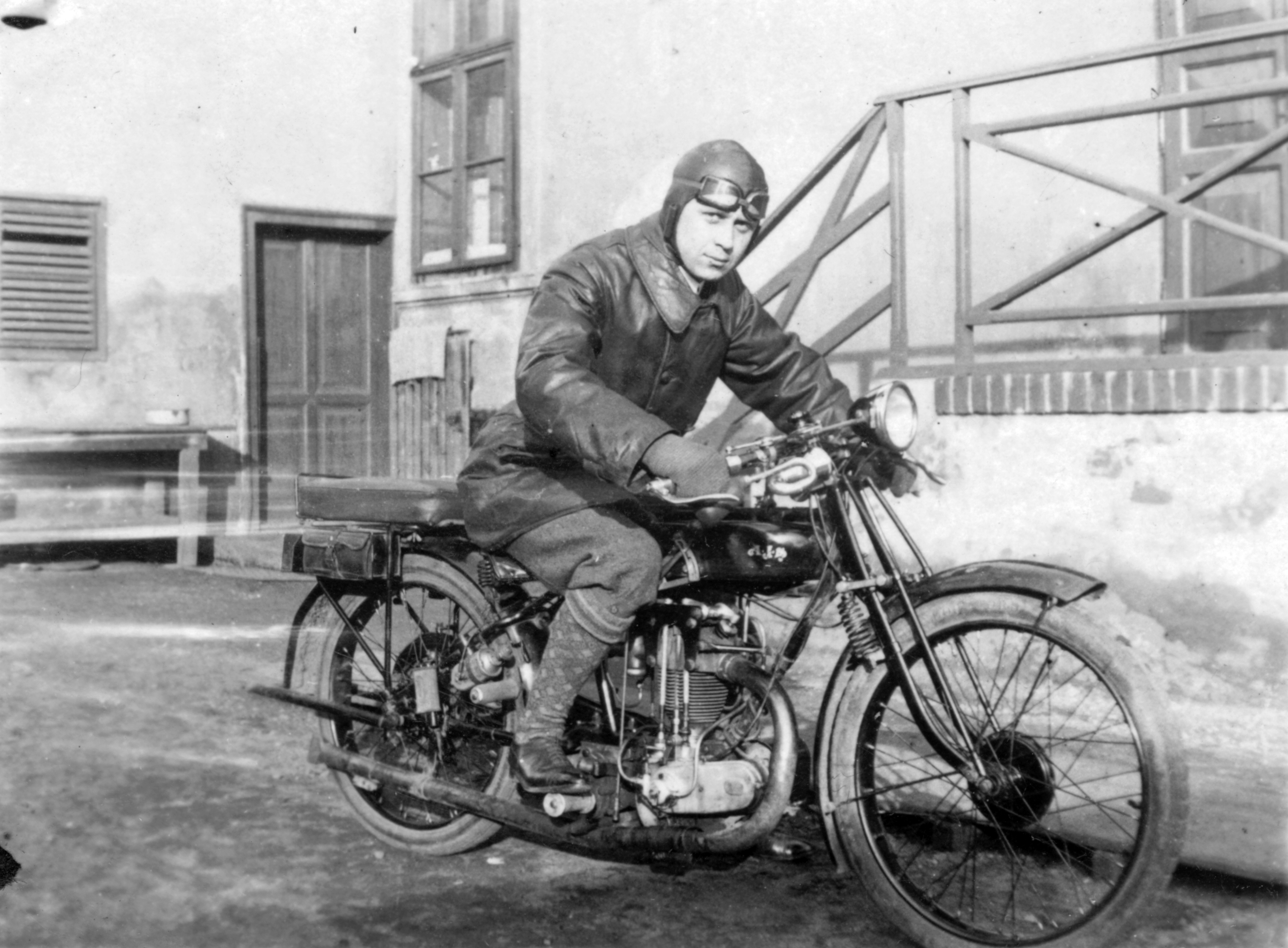
1930 год Мотоциклист в кожаном шлеме

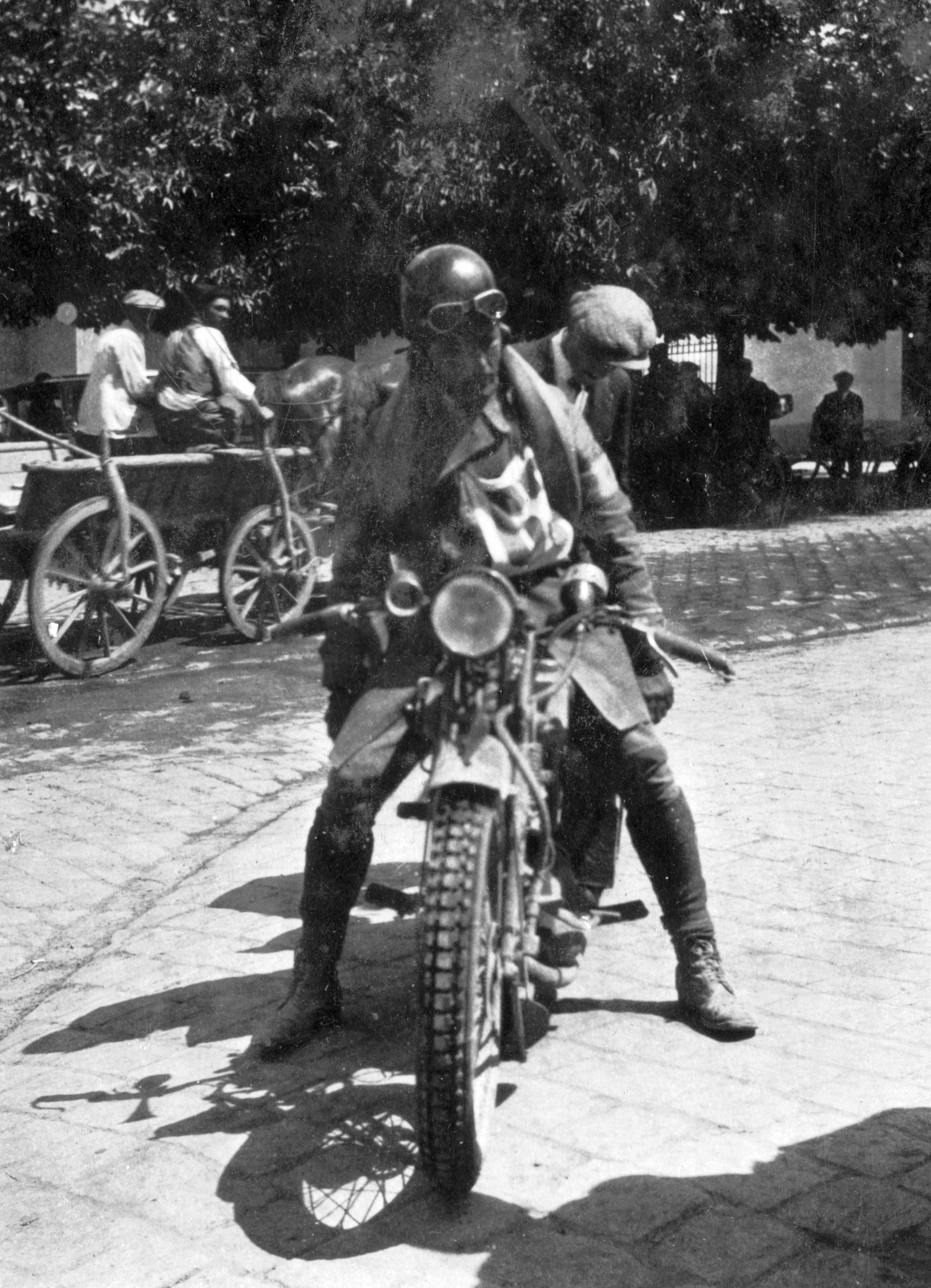
Мотоциклист в шлеме-каске 1930 год

Мотошлемы и велошлемы использовали для защиты головы в мотоспорте и велоспорте с начала 20 века, но даже в спорте шлемы были не обязательны, а на обычных дорогах тем более.

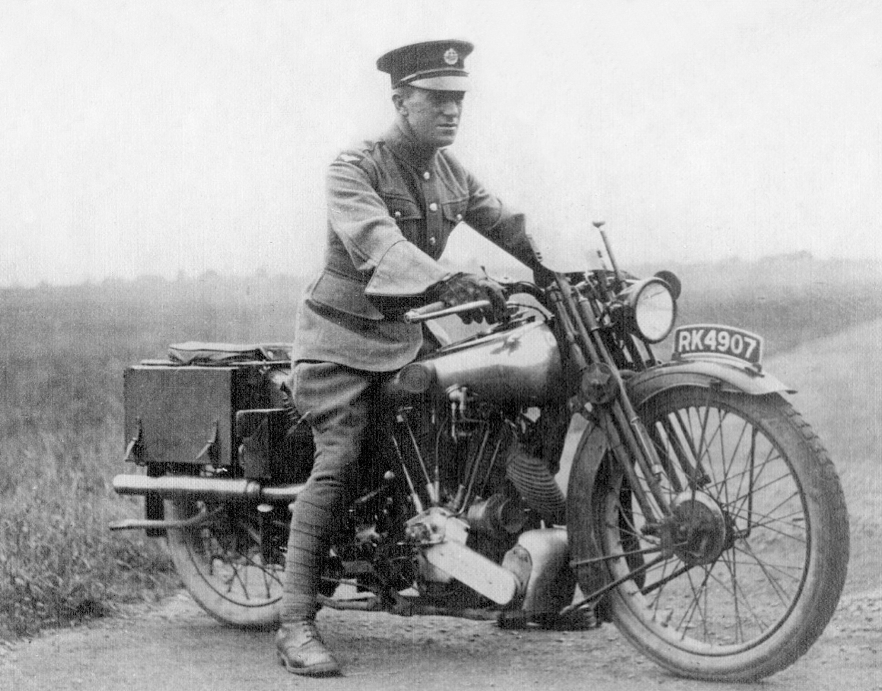
Лоуренс Аравийский без шлема на мотоцикле «Броу Супериор» SS100 1925 год

В 1935 году Лоуренс Аравийский, полковник британской армии, прослуживший более 20 лет в разведке на Ближнем Востоке, в авиации и в танковых войсках, вышел в отставку и поселился на родине в графстве Дорсет. Лоуренс любил скорость и был опытным мотоциклистом, ему принадлежали (в разное время) восемь мотоциклов «Броу Супериор» (англ. Brough Superior). 13 мая 1935 года Лоуренс ехал по проселочной дороге поблизости от своего дома на мотоцикле «Броу Супериор» SS100 (англ. Brough Superior SS100). Шлема на нём не было. Внезапно на дороге появились двое детей на велосипедах. Пытаясь избежать столкновения с ними, Лоуренс совершил резкий манёвр, потерял управление и упал, получив травму головы. Шесть дней спустя Томас Лоуренс умер не приходя в сознание.

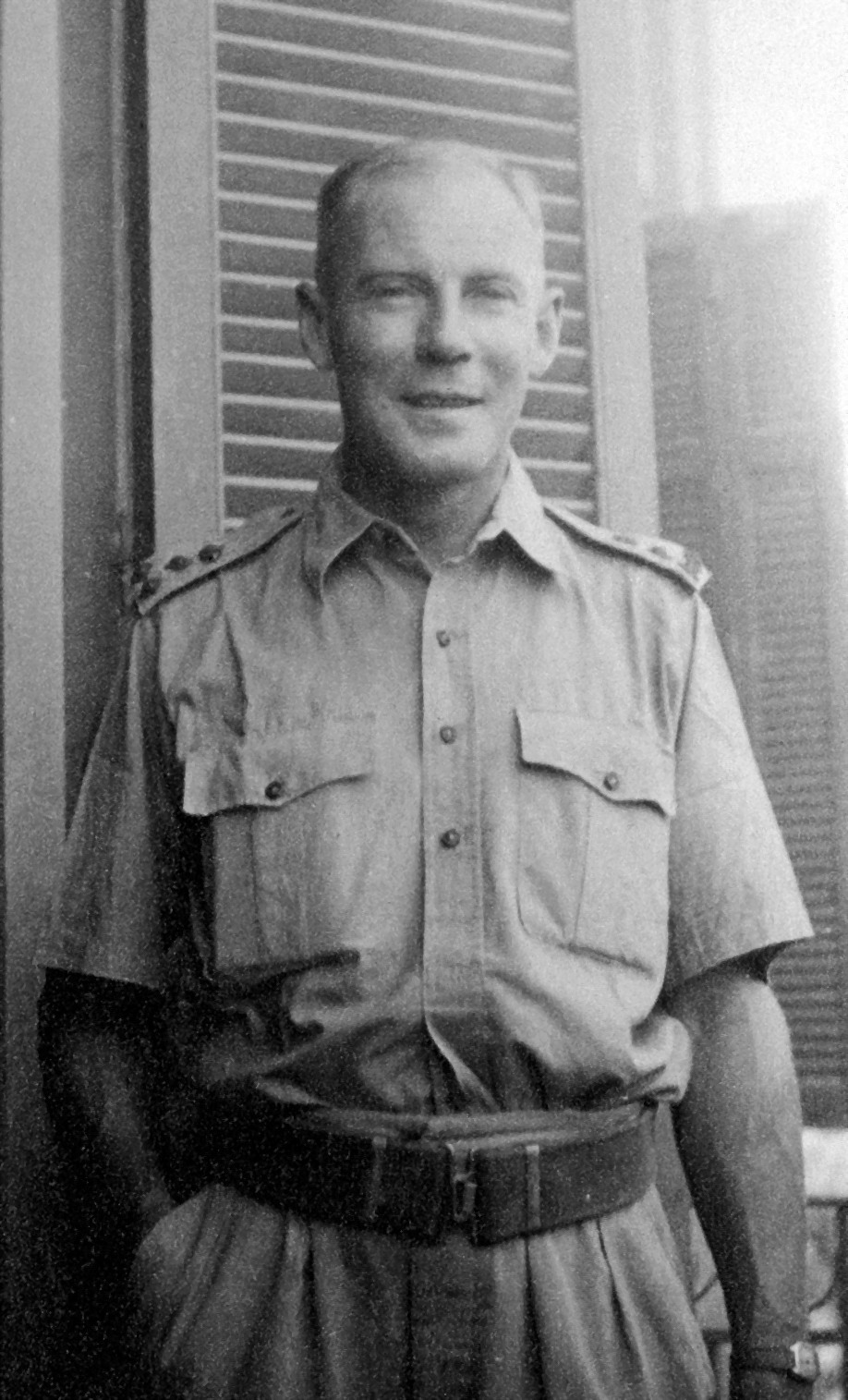
нейрохирург Хью Кэрнс

Трагедия произвела большое впечатление на одного из врачей, пытавшихся спасти жизнь Лоуренса — молодого нейрохирурга Хью Кэрнса (англ. Hugh Cairns). Кэрнс предпринял обширное многолетнее исследование, проанализировав 2279 случаев гибели мотоциклистов. Результаты научной работы Кэрнса, опубликованные в нескольких статьях в «Британском Медицинском Журнале» (англ. British Medical Journal) в период с 1941 по 1946 год сыграли важную роль во внедрении мотошлемов для всех мотоциклистов.
В 1941 году мотошлем стал обязательным для военных в Британской армии, благодаря Хью Кэрнсу.
В начале 1950-х годов Британский институт стандартов по заданию Министерства транспорта Великобритании впервые в мире сформулировал набор требований и способы испытаний, которым должны соответствовать мотошлемы.

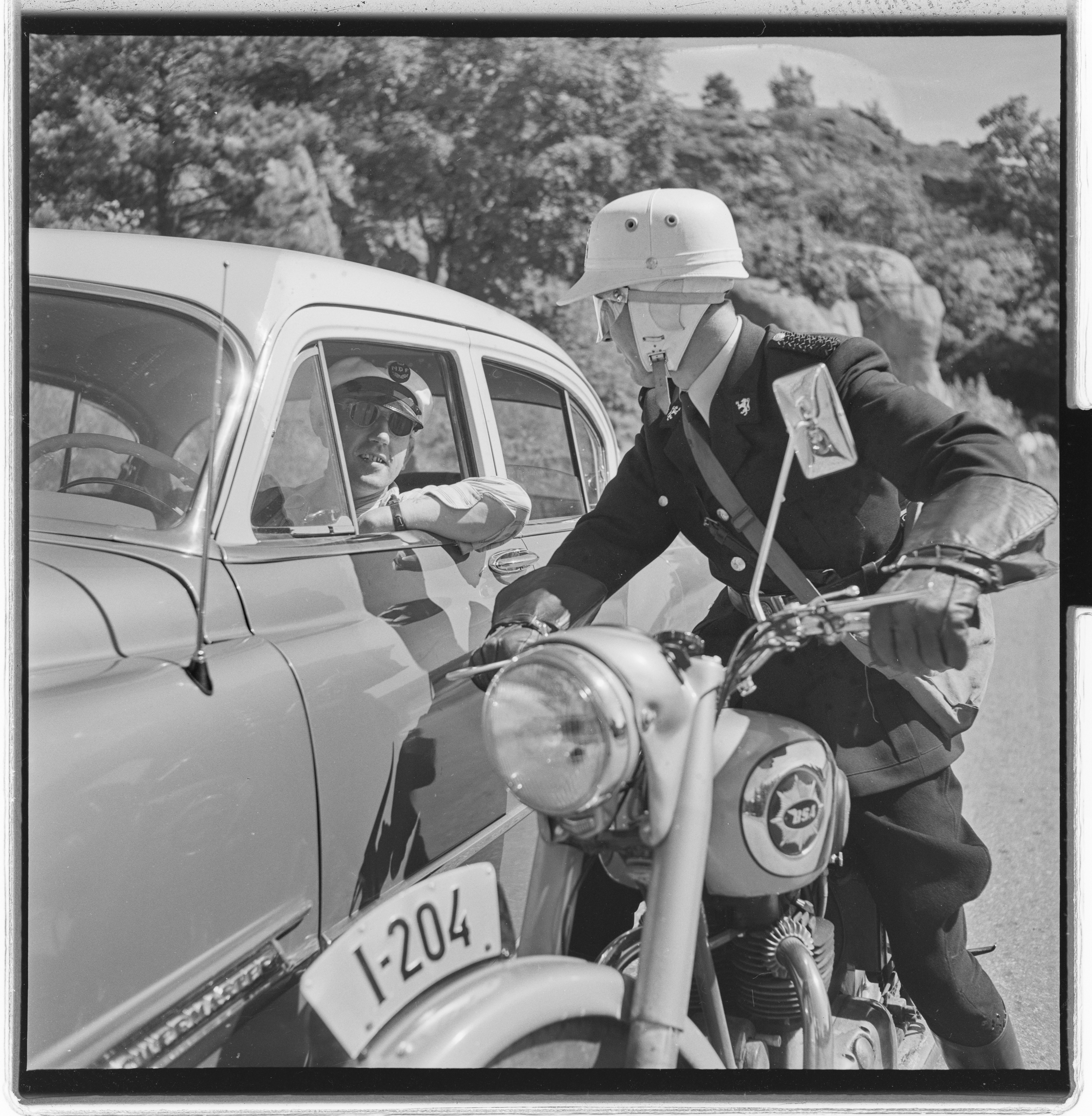
норвежский полицейский в белом мотошлеме и в мотоперчатках 1954 год

В 1953 году профессор Университета Южной Калифорнии Чарльз Ломбард (англ. Charles F. Lombard) впервые запатентовал мотошлем современной конструкции: с жесткой внешней оболочкой и поглощающей энергию удара внутренней частью. Разработка Ломбарда изначально предназначалась для военной авиации, однако его патент охватывал и другие сферы применения, в том числе защиту головы мотоциклистов.
В 1961 году в Австралии на государственном уровне обязанность мотоциклистов использовать шлем впервые была узаконена, с 1 января 1961 года. Австралия по сей день сохраняет лидерство в этой области: современный австралийско-новозеландский стандарт AS/NZS 1698:2006 содержит наиболее строгие (из государственных) требования к мотоциклетным шлемам.
В 1967 году в СССР использование защитного шлема при езде на мотоциклах и мотороллерах впервые стало обязательным, после принятия Постановления Совета Министров РСФСР № 1092 от 29 ноября «О повышении безопасности движения в городах, других населенных пунктах и на автомобильных дорогах».

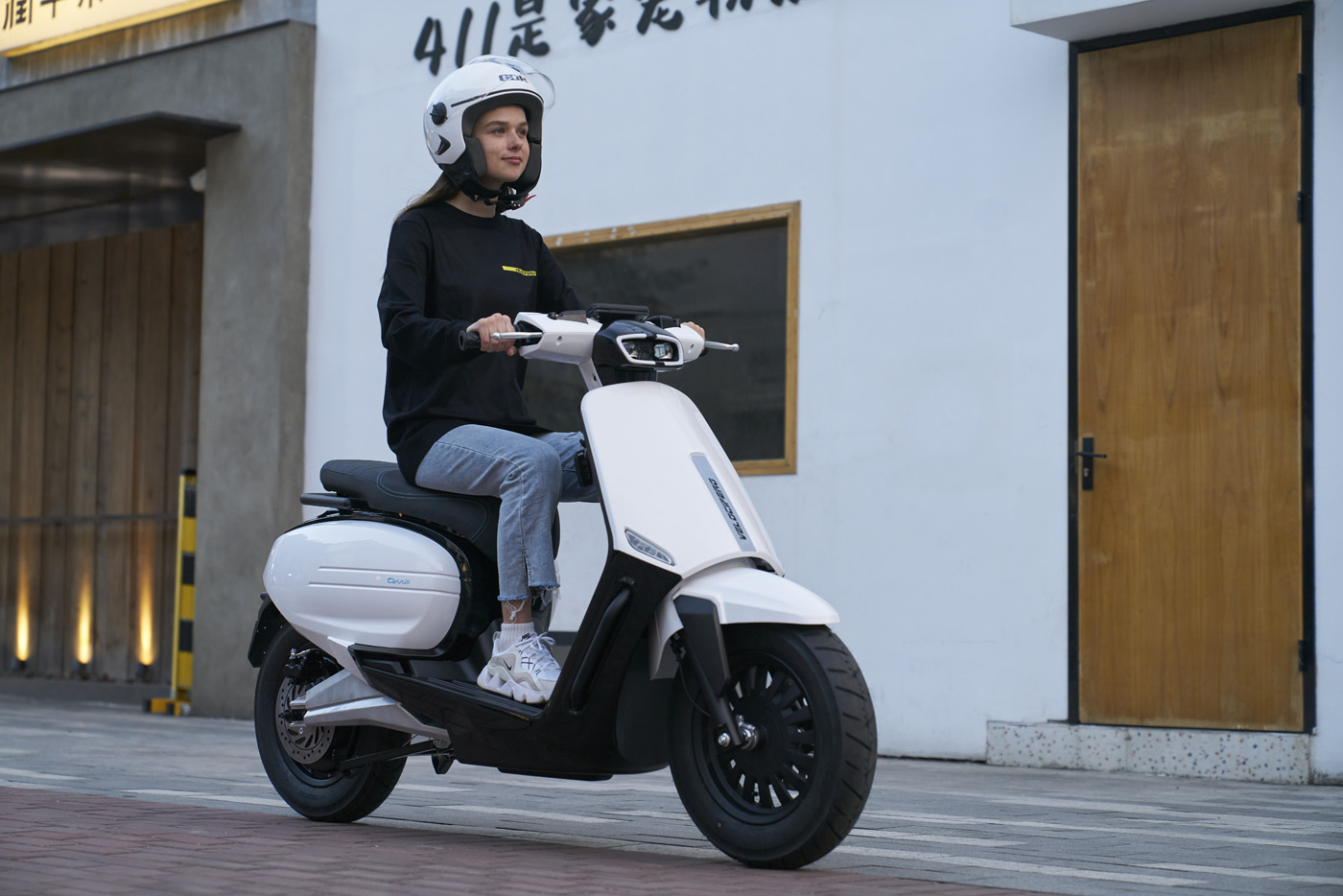
женщина в шлеме на электромотороллере

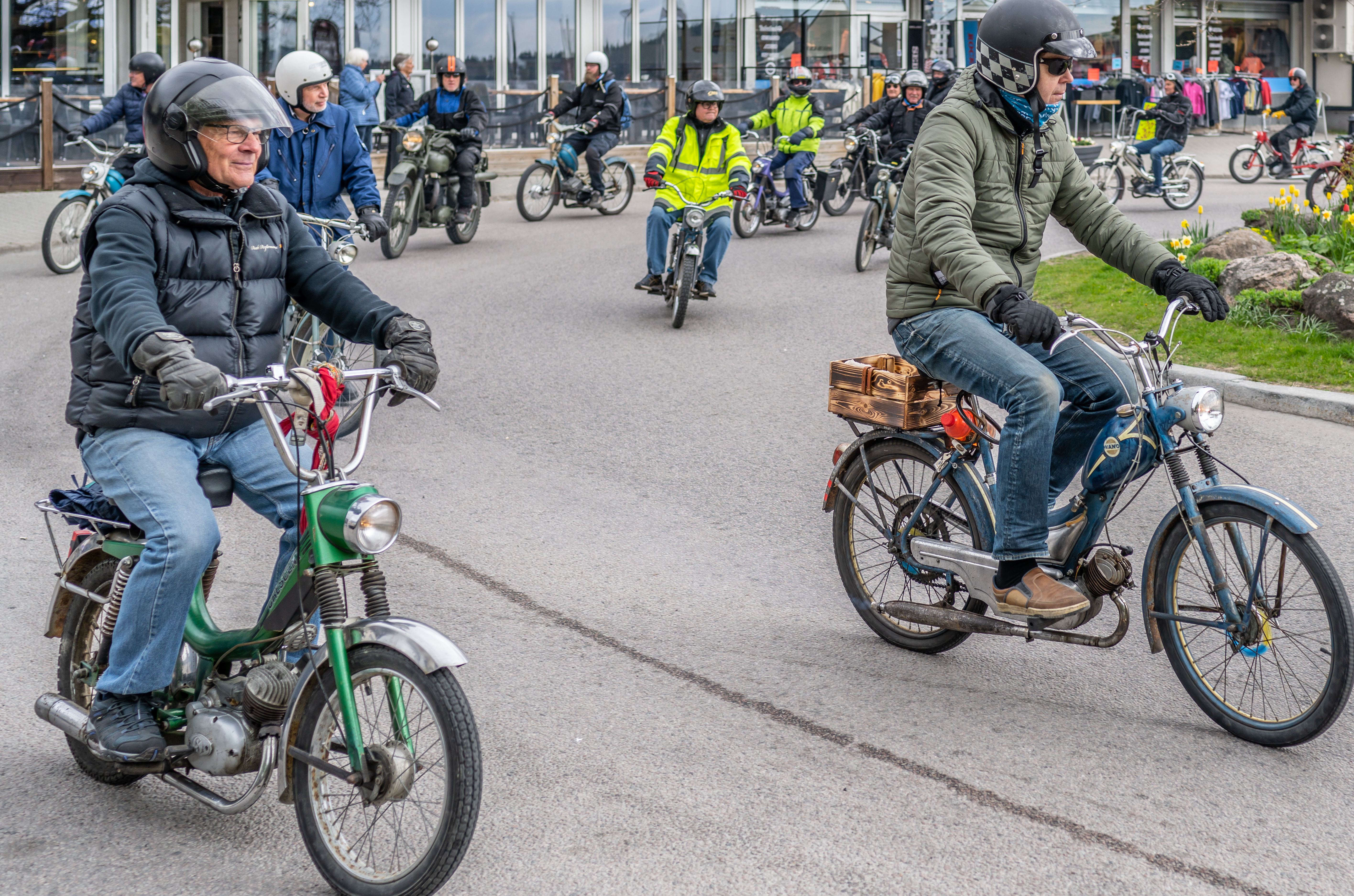
мужчины в мотошлемах на мопедах

В 2013 году в России ношение мотошлемов стало обязательным для водителей мопедов и маломощных мотороллеров.

Свадьба в СССР в 1975 году, мотоциклисты на «Явах» в шлемах с козырьком

В 1973 году власти Великобритании, сделали ношение мотоциклетных шлемов обязательным, Италия сделала это в 1986 году, тогда как в Испании это произошло в 1992 году.
С 2021 года в Москве появились камеры с функцией фото и видеофиксации мотоциклистов без шлемов, признак нарушения выявляет обученная нейросеть, которая умеет различать шлемы разных форм, с 2023 года в Московской области, до 2023 года водителей не штрафовали, а просто тестировали систему, с 2023 года водителям стали приходить штрафы за езду без шлема.
В Индии даже в 2023 году сикхам законодательно разрешено передвигаться на мотоциклах без шлемов (так как по религиозным соображениям сикхи обязаны носить на голове традиционный тюрбан типа "пагри" - а мотоциклетные шлемы невозможно надеть поверх такого тюрбана).

## Значение мотошлема

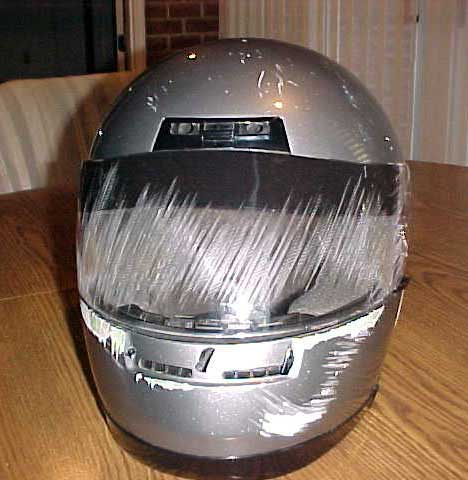
мотошлем после аварии

По статистике Министерства транспорта Великобритании, в 2005 году:
- мотоциклисты составили 1 % от числа участников дорожного движения, но при этом 19 % всех погибших на дорогах;
- 80 % случаев гибели мотоциклистов связаны с травмами головы[17];
- 70 % всех тяжёлых травм, полученных мотоциклистами при авариях, стали травмы головы.

## Конструкция
Мотошлемы состоят из двух основных частей: твердой наружной оболочки (или «скорлупы»), и эластичной внутренней начинки. Наружная отвечает за прочность и внешний вид. Внутренняя обеспечивает амортизацию удара и комфорт при езде.
Для изготовления наружных оболочек обычно применяются два вида материалов: композиционные, такие как стеклопластик, углепластик (карбон), либо термопластики. При равной механической прочности, композиционные оболочки позволяют снизить вес шлема за счёт меньшей толщины защитного слоя, шлемы из термопластов тяжелее. Шлемы, изготовленные из пластика литьём под давлением, дешевле. Шлемы с композиционными оболочками дороже.
Основу мягкой внутренней обивки составляет полистироловый колпак. Именно толщина полистирола определяет размер шлема. К оболочке добавляется ткань, поролоновые уплотнители, ремешки, застёжки. В современных шлемах тканевую подложку можно вынимать и стирать.
Защитный ремешок удерживает шлем от соскакивания при столкновении. Застёжки ремешка бывают двух видов: простая комбинация двух скоб и «быстрые». На гоночных шлемах применяются обычные скобы, а японская фирма Arai даже запатентовала такую «обычную» застёжку.
Ветрозащитные экраны в мотошлемах (визоры) бывают стандартные (прозрачный пластик, иногда цветной) и улучшенные (упрочнённый передний слой от царапин, антитуманное, антибликовое, каплеудаляющее напыление, тонированные).

## Ресурс мотошлема
Конструкция шлема рассчитывается производителем для защиты головы человека в течение одной аварии. С этой точки зрения шлем как защитное устройство за свою жизнь используется от 2 до 4 миллисекунд. После аварии или падения с большой высоты мотошлем более не может применяться по назначению и должен быть заменён.
В то же время мотошлем хорошего качества является достаточно прочным изделием и однократные случайные падения пустого шлема, к примеру, с высоты стола на пол (или с седла на асфальт) обычно не приводят к его повреждению. Чтобы убедиться в пригодности шлема после падения, его следует подвергнуть тщательной проверке. Услугу либо инструкцию по проверке шлема, как правило, может предоставить изготовитель.
Из соображений износа и естественного старения материалов шлема, а также технологического прогресса, постоянно улучшающего защитные свойства новых разработок, рекомендуется периодическая замена шлема на новый примерно каждые пять лет.

## Классификация мотошлемов
Конструкция шлемов в большинстве случаев определяется условиями применения мотоцикла.

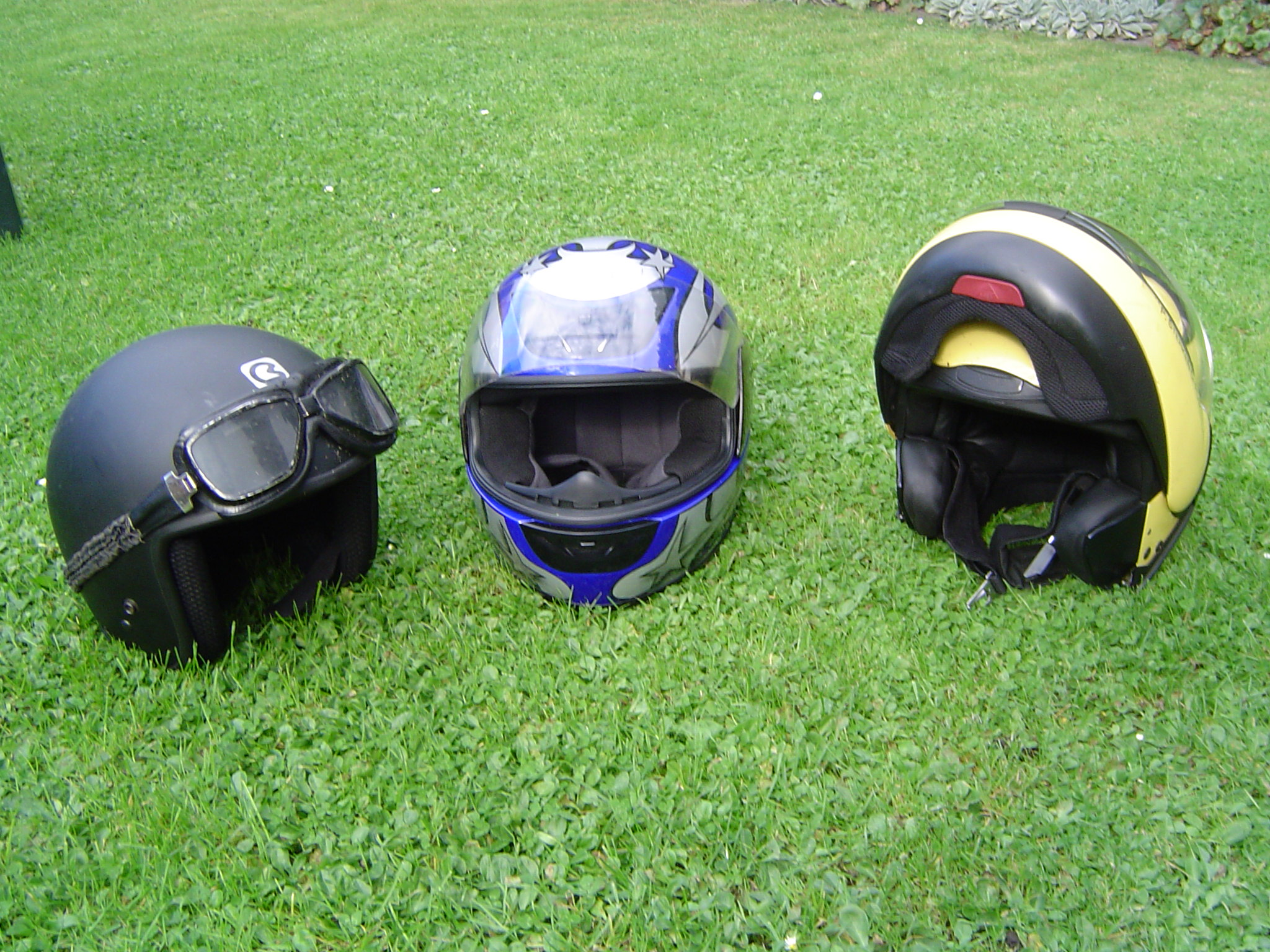
виды мотошлемов

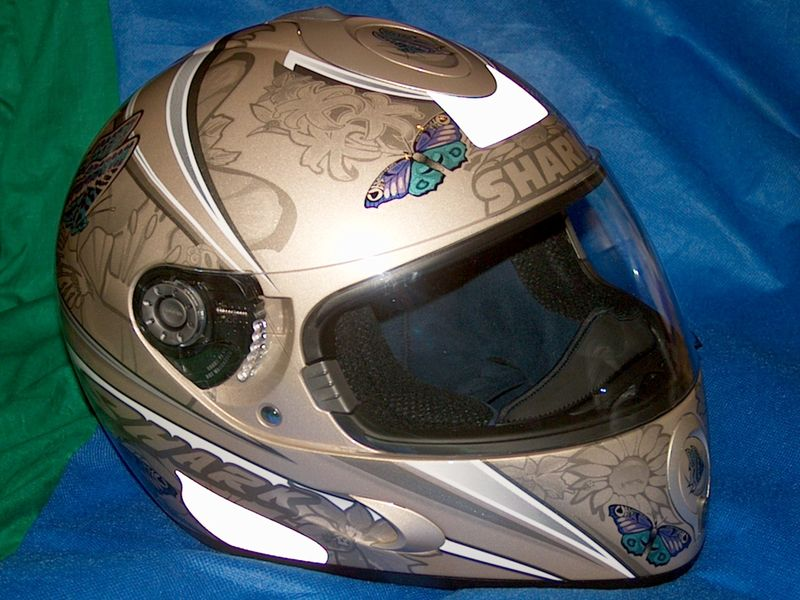
мотошлем типа «Интеграл»

- Интеграл (англ. full face, фулл-фейс) — шлем с интегрированной защитой подбородка, полностью закрывающий голову мотоциклиста. Включает откидывающийся визор (защитное стекло). Некоторые модели шлемов этой конструкции иногда критикуются за недостаток вентиляции. В то же время конструкция шлема обеспечивает наилучшую защиту, поскольку в 35 % всех аварий основной удар приходится в район подбородка мотоциклиста[19].

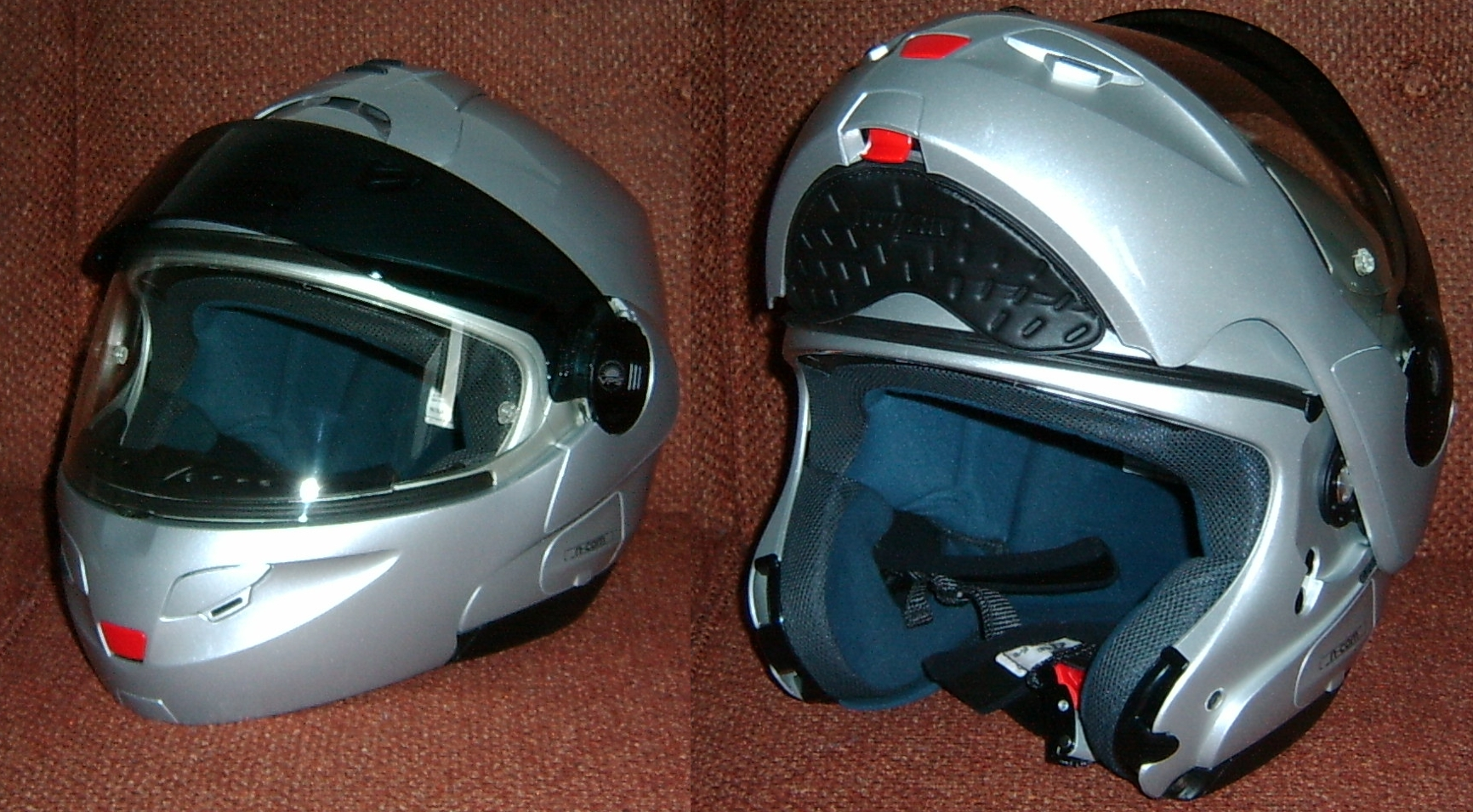
мотошлем Модуляр — это полнолицевой защитный шлем для мотоциклистов, у которого подбородок можно сложить. Это дает несколько преимуществ:
Владельцы очков могут без проблем надевать и снимать шлем.
В случае ДТП доступ к лицу пострадавшего возможен без необходимости снятия шлема (важно при обращении к пострадавшему и, при необходимости, реанимации).
пользователям этих шлемов легче показать своё лицо (например, мотоциклистам на заправочных станциях или мотоциклистам полиции при обращении к правонарушителям

- Модуляр (англ. flip-up) — закрытый шлем с высокой степенью защиты. Также как и в интеграле, голова полностью защищена. Можно откидывать вверх не только визор, но и всю подбородочную дугу шлема. Решает такую проблему интеграла, как невозможность попить (покурить) без снятия шлема. Недостатки: высокая цена, самый большой вес среди всех типов шлемов, бо́льший по сравнению с интегралом уровень аэродинамических шумов. На некоторых моделях отмечались случаи откидывания подбородочной дуги в момент удара.

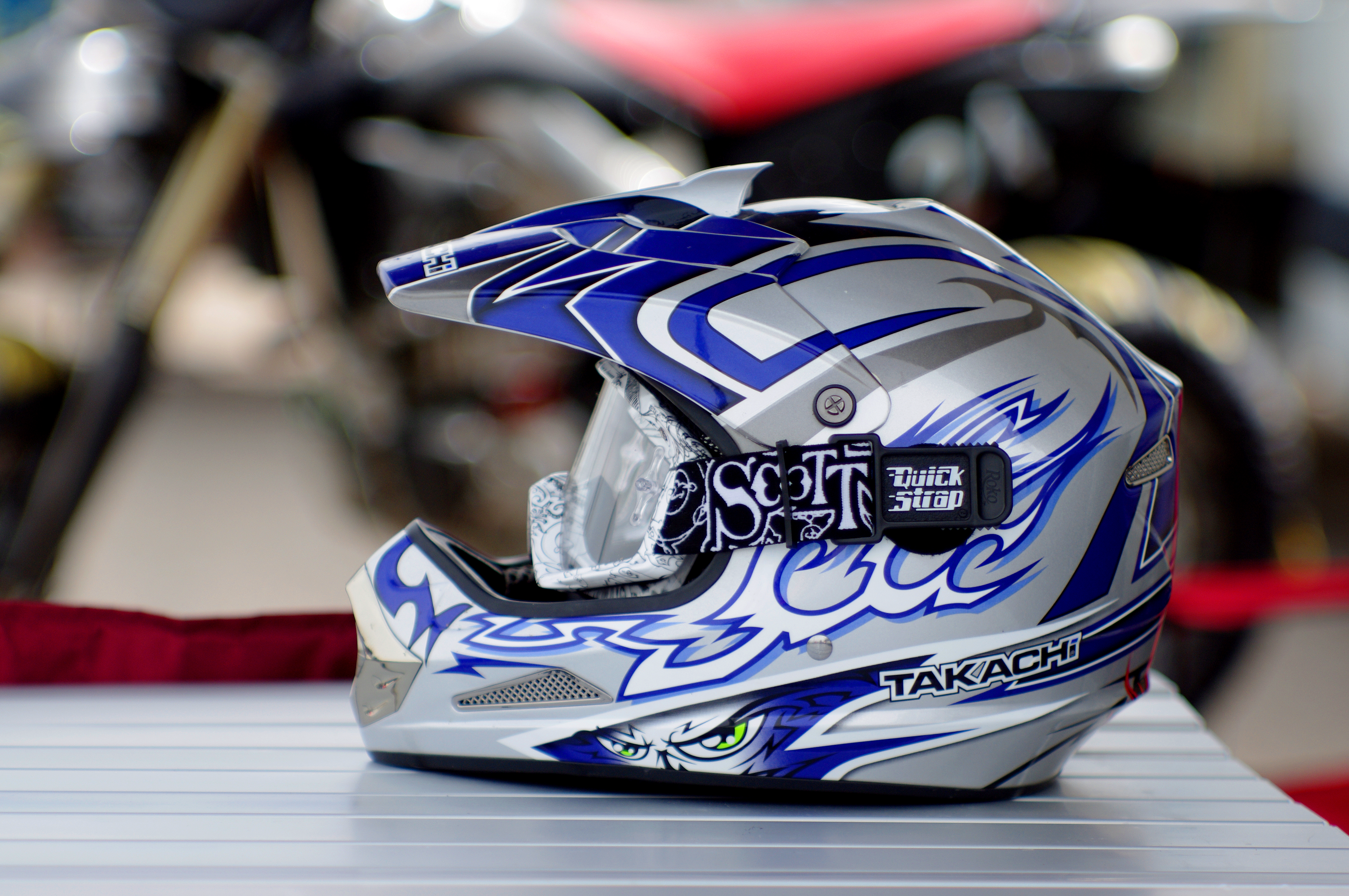
кроссовый мотошлем (Off-road)

- Кроссовый — разновидность шлема-интеграла для кроссовых гонок с высокой степенью защиты. Подбородочная дуга усилена и выдвинута вперед для облегчения дыхания. Для защиты лица от летящих из-под колес камней устанавливается длинный козырек. Визор отсутствует, шлем используется только в комплекте с защитными очками. Из-за сложной формы, на высоких скоростях шлем передаёт бо́льшее по сравнению с интегралом аэродинамическое давление на голову мотоциклиста.

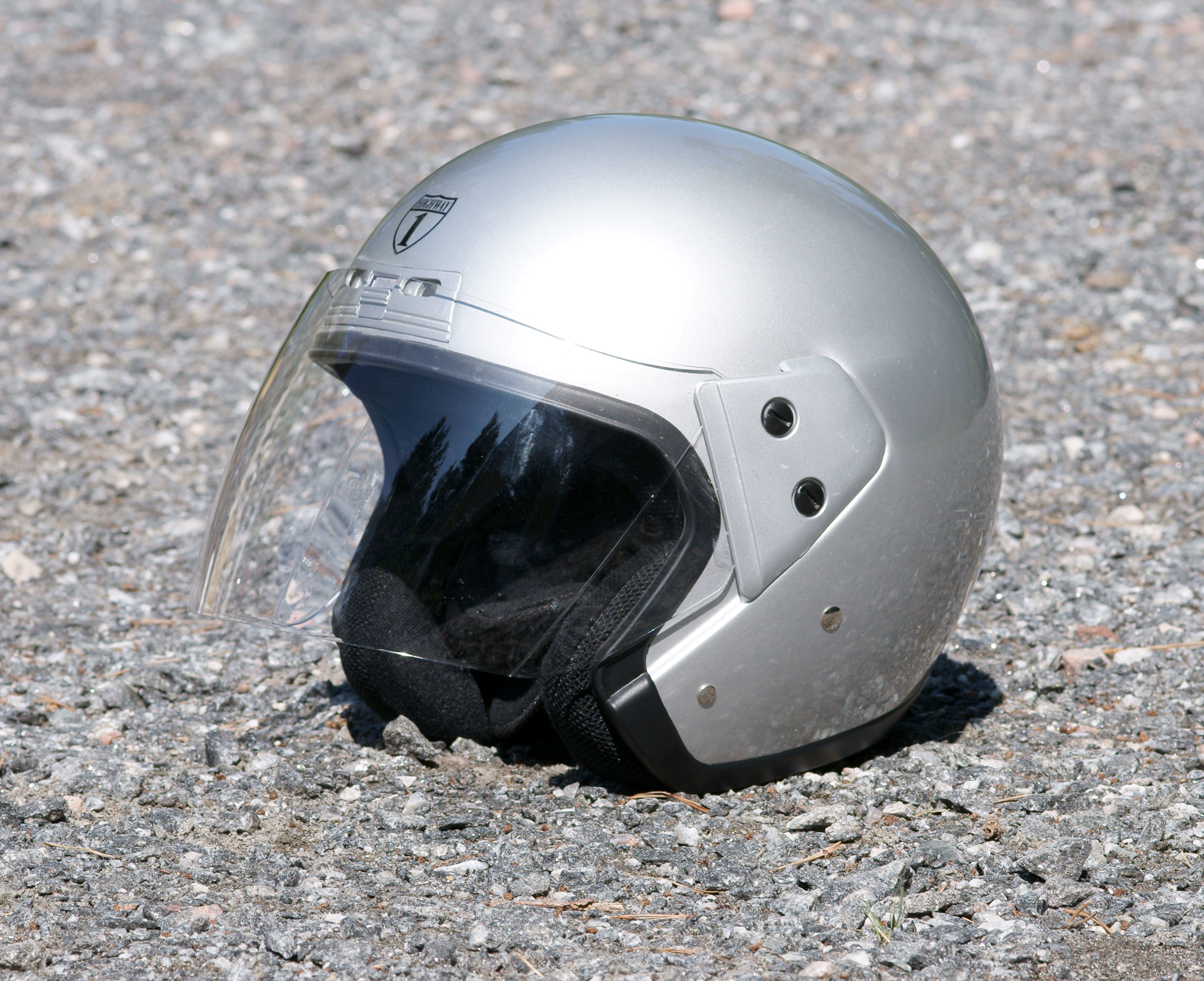
Открытый шлем «три четверти»

- Открытый — шлем без подбородочной дуги с невысокой степенью защиты (грубо, на треть меньше, чем интегралы). Визор может как присутствовать, так и отсутствовать. Некоторые модели включают солнцезащитный козырёк. Достоинства: дешевизна, малая масса, нет проблем с обдувом и обзором. Предназначены для езды с небольшой скоростью — на скутерах, мотоциклах небольшой кубатуры, чопперах — и/или в жаркую погоду. Открытые шлемы также подразделяют на два типа: «3/4» — закрывающие три четверти головы и «половинка» — самый лёгкий тип шлема.

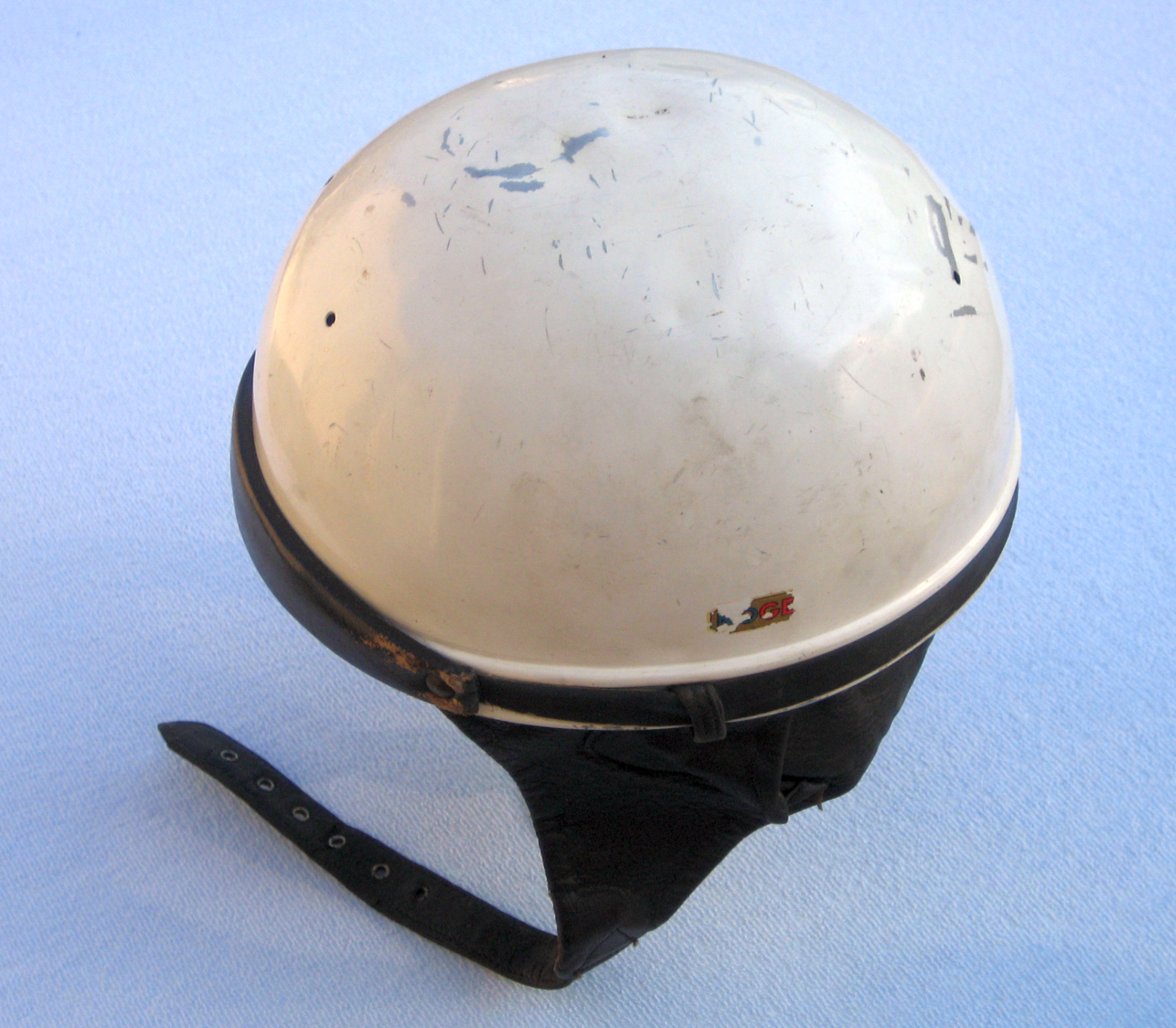
Шлем-каска

- Каска — исторический прародитель мотошлемов. Материалы: кожа, металл, пластик. Степень защиты — минимальная. В настоящее время используется как элемент эпатажа некоторых байкеров, либо как формальный элемент экипировки (законодательство РФ не классифицирует шлемы, поэтому езда в каске трактуется как соблюдение ПДД, а, например, в бандане — как их нарушение, подлежащее административному наказанию в виде штрафа согласно КоАП РФ).

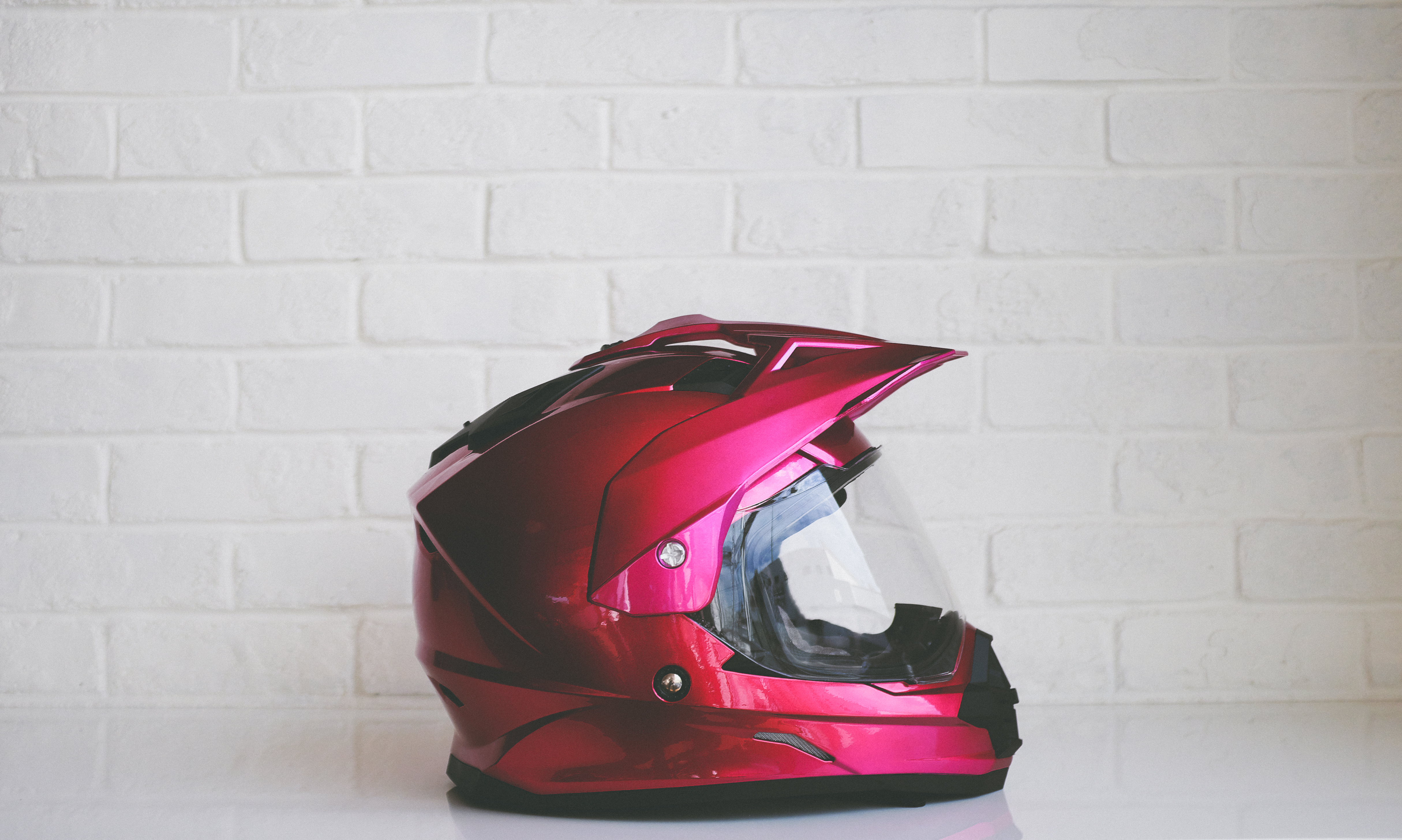
Моторад — кроссовый мотошлем с визором

- Мотард (англ. dual-sport) — разновидность шлема-интеграла для езды преимущественно по бездорожью с высокой степенью защиты. Практически полностью идентичен кроссовому шлему, однако в отличие от него имеет визор.

## Связь между стоимостью мотошлема и уровнем защиты
Производство безопасных шлемов — сложный процесс, который вынуждает изготовителя нести значительные расходы на научные исследования, испытания и технологии. Поэтому в общем случае уровень безопасности шлема влияет на его себестоимость.
В то же время разработка и производство удобных, надежных и практичных шлемов также имеет свою цену. Поэтому стоимость шлема зависит также от его комфорта, веса, вентиляции, окраски, оформления, узнаваемости бренда, размеров партии, стоимости доставки, маркетинговой политики и так далее.
В результате, прямая связь между стоимостью мотошлема и уровнем защиты отсутствует. Исключение: шлемы за полторы тысячи рублей и ниже.
К примеру, по состоянию на ноябрь 2009 года, ни один из шлемов премиум-бренда Shoei не имел рейтинга безопасности SHARP «5 звезд», при том, что недорогой (цена менее 4000 руб) шлем модели LZ6 эконом-бренда Lazer получил наивысшую возможную оценку уровня защиты.
Для определения степени защиты планируемого к приобретению мотошлема следует обращаться к результатам его сертификации и независимого тестирования.

## Материал корпуса шлема
- Стекловолокно
- Поликарбонат
- Карбон[23]

## Сертификация мотошлемов
Все выпускаемые в мире шлемы должны отвечать строгим стандартам. Действующий российский стандарт: ГОСТ 41.22-2001 «Единообразные предписания, касающиеся официального утверждения защитных шлемов и их смотровых козырьков для водителей и пассажиров мотоциклов и мопедов».
| Стандарт безопасности мотошлема                                                                            | Организация — разработчик стандарта                                                                       | Страна                    | Год вступления в силу | Юридический статус | Комментарий |
| --- | --- | ------------------------- | --------------------- | ------------------ | --- |
| Правила ЕЭК ООН №22 доп. 5 (англ. ECE 22.05) (в редакции февраля 2001 года)                                | Европейская экономическая комиссия ООН                                                                    | Евросоюз, международный   | 2002                  | Обязательный       | Применяют более 50 стран. |
| ГОСТ 41.22-2001                                                                                            | Всероссийский научно-исследовательский институт стандартизации и сертификации в машиностроении (ВНИИНМАШ) | Россия                    | 2002                  | Обязательный       | Аналогичен Правилам ЕЭК ООН №22 доп. 5 |
| FMVSS 218 (49CFR571.218)                                                                                   | Министерство транспорта США                                                                               | США, Канада               | 1997                  | Обязательный       | Известен как «DOT» |
| BS 6658 Type A                                                                                             | Британский институт стандартов                                                                            | Великобритания            | 1985                  | Обязательный       | |
| AS/NZS 1698:2006                                                                                           | Объединённый технический комитет Австралии и Новой Зеландии CS-076                                        | Австралия, Новая Зеландия | 2006                  | Обязательный       | |
| Snell M2005                                                                                                | Snell | США                       | 2005                  | Добровольный       | Стандарт считается устаревшим, замещён Snell M2010. |
| Snell M2010                                                                                                | Snell | США                       | 2009                  | Добровольный       | |
| SHARP (англ. Safety Helmet Assessment and Rating Programme, «Программа оценки и рейтинга защитных шлемов») | Министерство транспорта Великобритании                                                                    | Великобритания            | 2007                  | Добровольный       | Испытания проводятся по методике Правил ЕЭК ООН №22 доп. 5. Протестированным шлемам присваивается рейтинг их относительной безопасности, максимум 5 «звезд». |

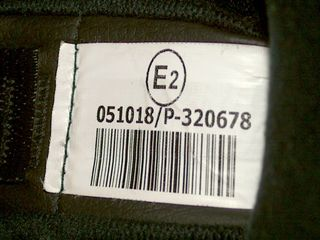
Пример шлема, сертифицированного во Франции по нормам ЕЭК 22.05

Маркировка мотошлемов, сертифицированных в Европе, включает букву E и номер внутри круга, наносится изготовителями на внутреннюю часть шлема. Номера стран, где производилось тестирование шлема:
- E1 Германия
- E2 Франция
- E3 Италия
- E4 Нидерланды
- E5 Швеция
- E6 Бельгия
- E7 Венгрия
- E8 Чехия
- E9 Испания
- E10 Югославия, затем Сербия
- E11 Англия
- E12 Австралия
- E13 Люксембург
- E14 Швейцария
- E16 Норвегия
- E17 Финляндия
- E18 Дания
- E19 Румыния
- E20 Польша
- E21 Португалия
- E22 Россия
- E23 Греция
- E25 Хорватия
- E26 Словения
- E27 Словакия
- E28 Белоруссия
- E29 Эстония
- Е30 Украина
- E31 Босния и Герцеговина
- E37 Турция

Маркировка мотошлемов, сертифицированных в США, включает надпись «DOT», наносится изготовителями на наружную затылочную часть шлема.
- Перечень мотошлемов, протестированных на соответствие стандарту FMVSS 218 (DOT) (англ.)
- Перечень мотошлемов, получивших рейтинг SHARP (англ.)
- Перечень мотошлемов, протестированных на соответствие стандарту Snell M2010 (англ.)
- Перечень мотошлемов, протестированных на соответствие предыдущей редакции стандарта Snell (M2005) (англ.)

## Последствия езды без шлема

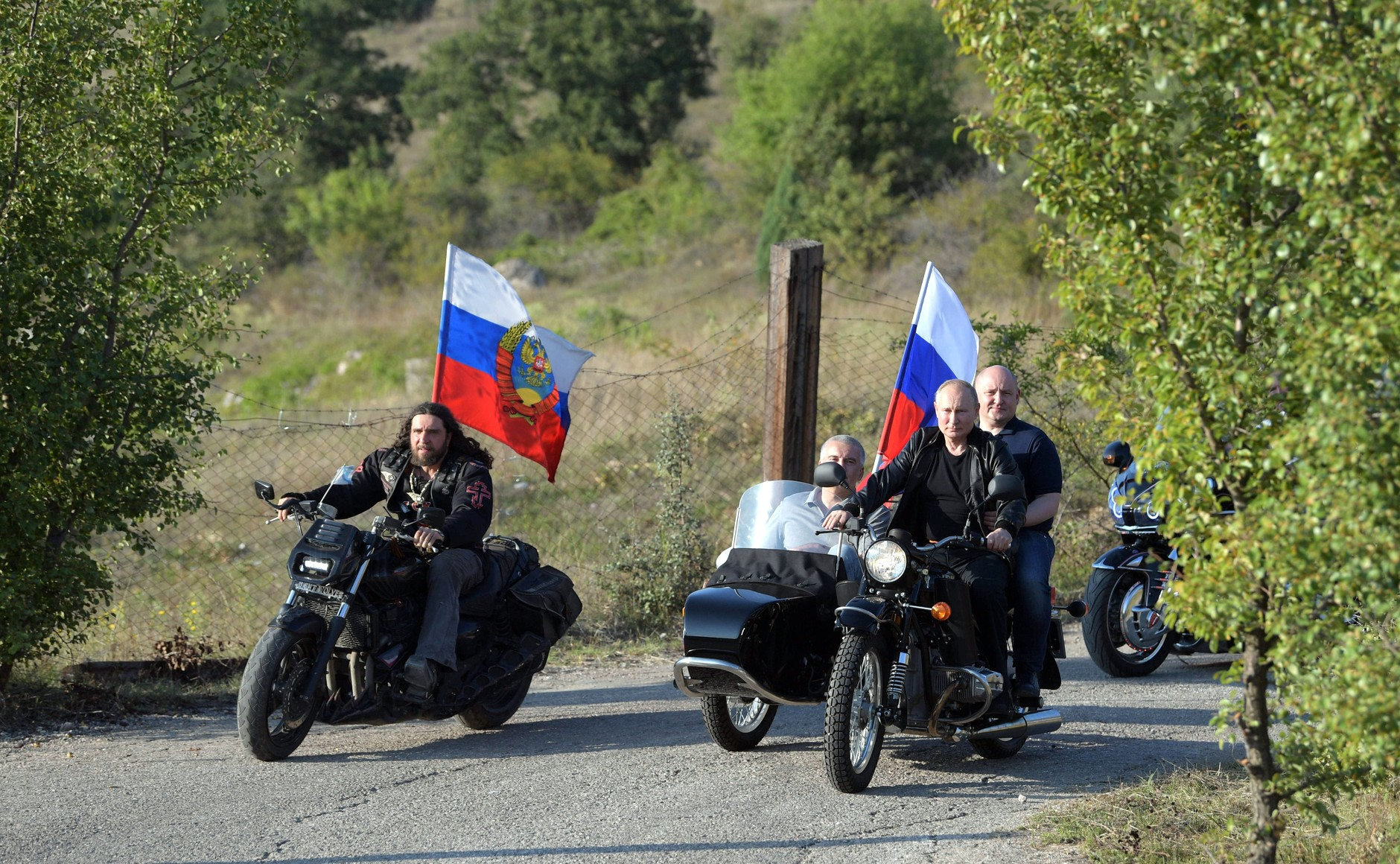
Владимир Путин и «Ночные волки» в Крыму 2019 год, ездили без шлемов, нарушая ПДД и показывая плохой пример не безопасного движения

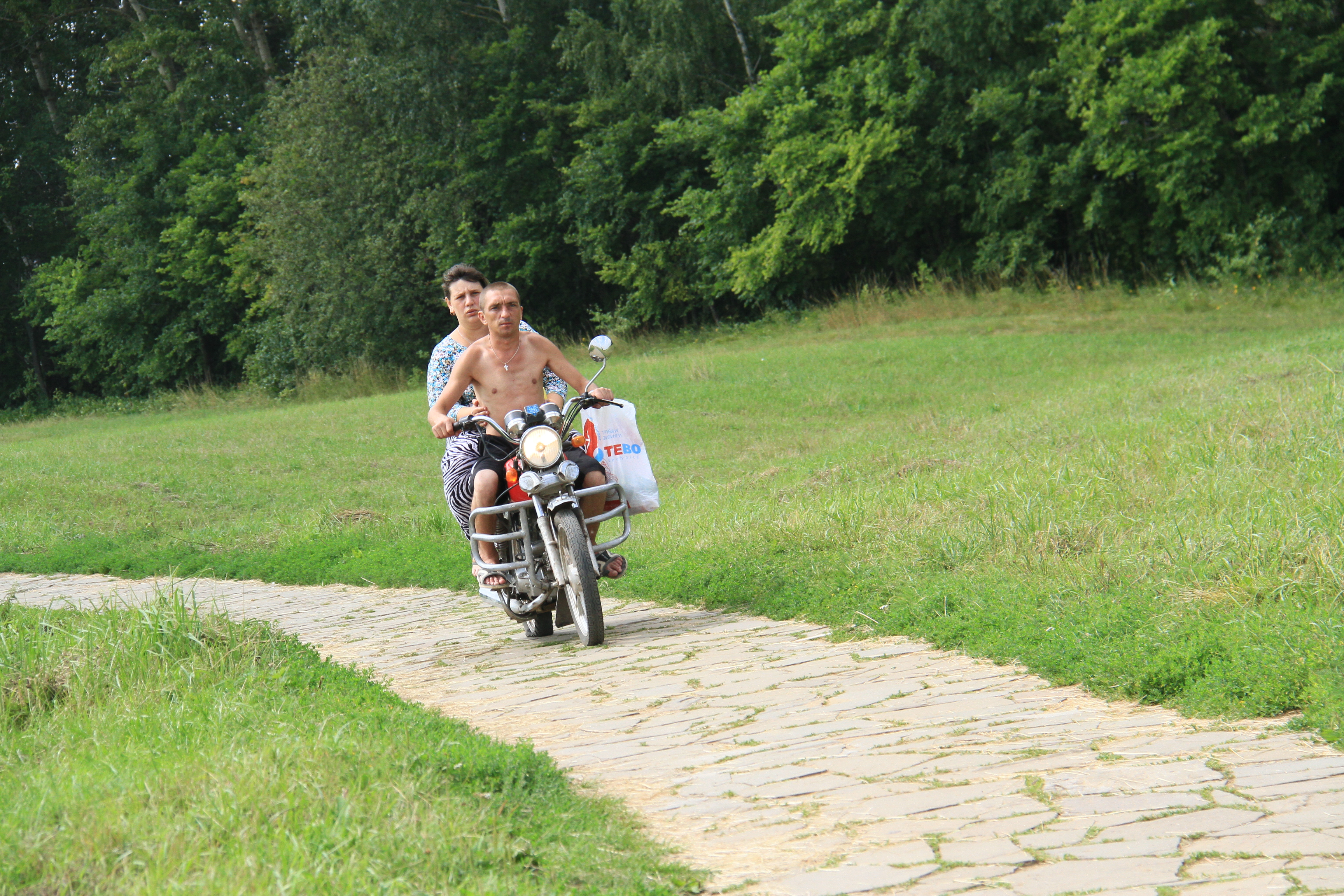
люди на мотоцикле без шлемов в России

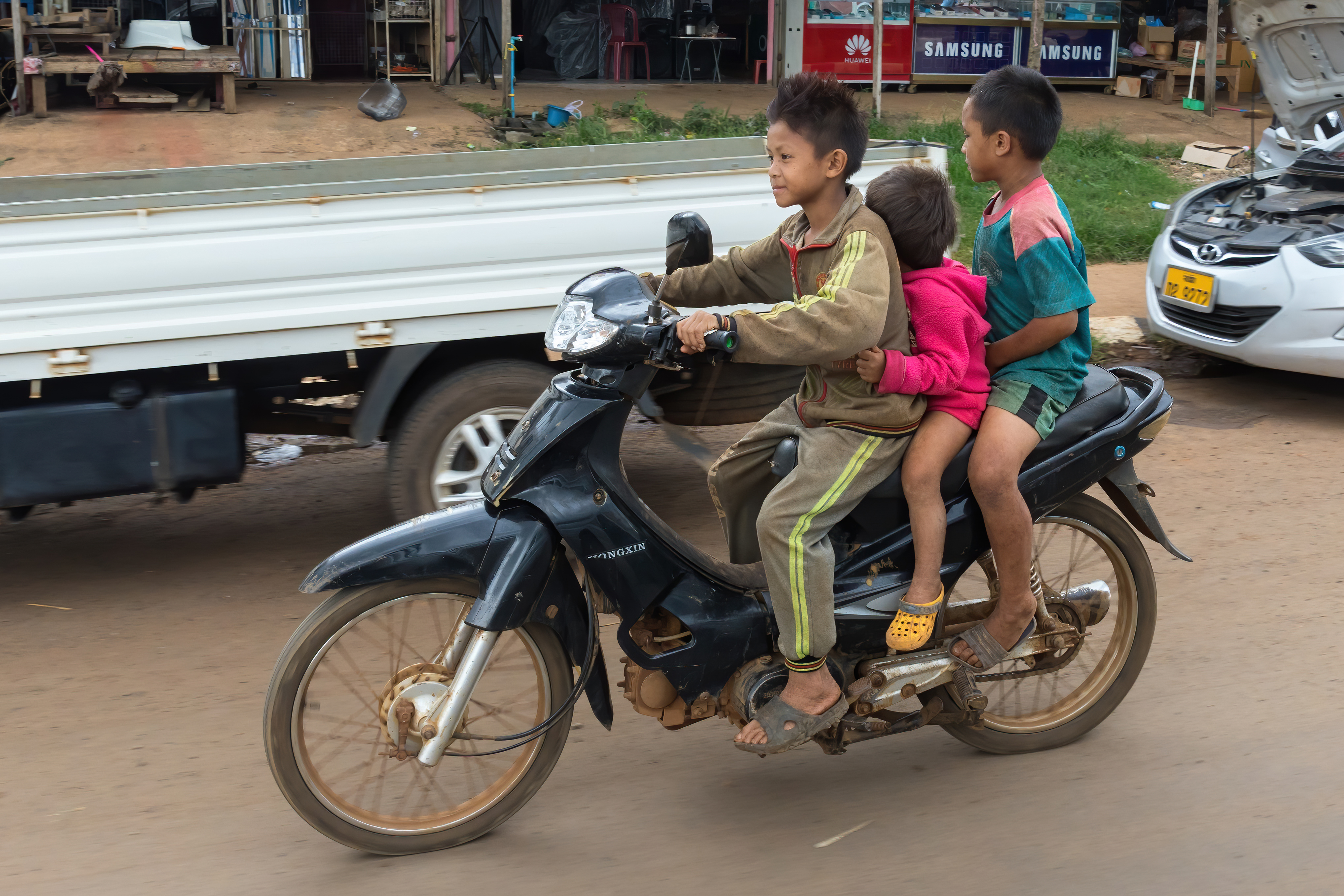
дети без шлемов на мопеде в Лаосе

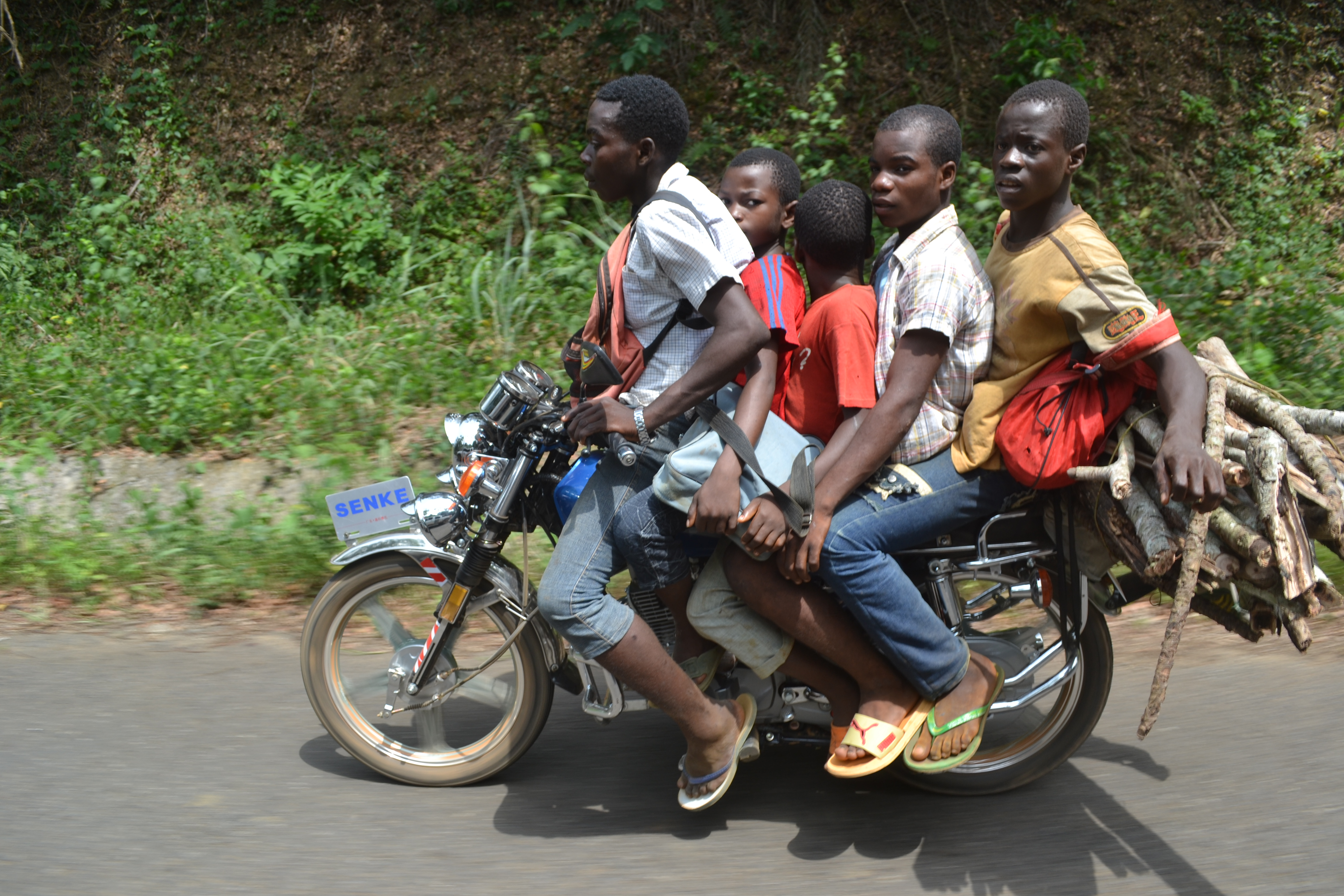
Семья на мотоцикле в Камеруне, на ногах одеты шлёпки, что при аварийной ситуации может привести к кровавым ранам

Часто без шлемов ездят в странах Африки и Азии и в России, там где плохой контроль дорожной полиции, но такая езда может привести к печальным последствиям.
- Штраф за езду без шлема.
- Черепно-мозговая травма
- Перелом костей черепа
- Сумасшествие
- Смерть
- потеря сознания
- сотрясение мозга
- кровоизлияние в мозг

## Когда шлем не спасает
- Удар о бордюр на высокой скорости.
- Удар лицом о препятствие: напр. трубы.
- Удар на высокой скорости о деревья.[28]
- Шлем спасает на скорости до 60 км/ч.[29]
- Не застёгнутый или плохо застёгнутый шлем слетает и не спасает мотоциклиста, шлем падает раньше, чем человек.[29]
- При сильном ударе в шлеме может быть черепно-мозговая травма, но если бы человек был без шлема он бы погиб

## Дополнительные аксессуары и функции
Шлемы с фонариком, с задним красным фонарём.
Плёнки для защиты от запотевания, тонировочные плёнки, плёнки от царапин.
Шлемы с наушниками, Bluetooth гарнитурой.